# گوژئوکسان
گوژئوکسان (به لاتین: Gojeoksan) یک کوه در کره جنوبی است که در کره جنوبی واقع شده‌است. گوژئوکسان ۱٬۳۵۳٫۹ متر بالاتر از سطح دریا واقع شده‌است.